# 1409
Il 1409 (MCDIX in numeri romani) è un anno  del XV secolo.

## Eventi
- Martino I di Aragona diventa Re di Napoli e Sicilia.
- Ulugh Beg diventa governatore di Samarcanda.
- Venezia compra dall'Ungheria il porto di Zara.
- Zheng He, ammiraglio della flotta dell'impero Ming, depone il re dello Sri Lanka.
- Riprendendo ed elaborando tecniche e procedure già utilizzate dagli antichi Sumeri, Egizi e Cinesi, in Corea si stampa il primo libro a caratteri mobili.
- 25 marzo – Si apre il Concilio di Pisa.
- 30 giugno – Martino il Giovane, figlio di Martino I di Aragona, sconfigge a Sanluri l'esercito di Guglielmo III di Narbona, Giudice d'Arborea.

## Nati
- 1º gennaio - Giovanni Antonio da Faye, storiografo e poeta italiano († 1470)
- 16 gennaio - Renato d'Angiò, sovrano francese († 1480)
- 2 marzo - Giovanni II d'Alençon, condottiero francese († 1476)
- 13 settembre - Giovanna di Valois, nobile francese († 1432)
- 5 ottobre - Carlo VIII di Svezia, sovrano († 1470)
- 7 ottobre - Elisabetta di Lussemburgo, nobile tedesca († 1442)
- 21 ottobre - Alessandro Sforza, condottiero italiano († 1473)
- Baldo Bartolini, giurista italiano († 1490)
- Margaret Beaufort, nobile inglese († 1449)
- Gregorio Correr, patriarca cattolico e letterato italiano († 1464)
- Berardo Eroli, cardinale e giurista italiano († 1479)
- Filippo Eustachi, politico italiano († 1495)
- Isabella di Urgell, nobile († 1443)
- Raimondo Lupi, giurista e diplomatico italiano († 1484)
- Giovanni Mocenigo, doge († 1485)
- Tommaso Paleologo, bizantino († 1465)
- Ludovico Pontano, giurista italiano († 1439)
- Bernardo Rossellino, architetto e scultore italiano († 1464)
- Tilokaraj, sovrano († 1487)
- Filippo di Matteo Torelli, pittore e miniatore italiano († 1468)

## Morti
- 12 gennaio - Rupert I di Legnica, nobile polacco (n. 1347)
- 12 febbraio - Jacopo Dal Verme, condottiero italiano (n. 1350)
- 23 aprile - Francesc Eiximenis, scrittore, presbitero e teologo spagnolo (n. 1330)
- 26 aprile - Alberico da Barbiano, condottiero italiano (n. 1349)
- 22 maggio - Bianca di Lancaster, principessa inglese (n. 1392)
- 27 maggio - Ottobuono de' Terzi, condottiero italiano
- 5 luglio - Rodolfo Belenzani, rivoluzionario italiano
- 25 luglio - Martino I di Sicilia, re
- 31 luglio - Giovanni Castiglioni, politico e vescovo cattolico italiano
- 13 settembre - Isabella di Valois, francese (n. 1389)
- 21 settembre - Ibleto di Challant, nobile italiano
- 17 ottobre - Jean de Montaigu, funzionario francese (n. 1363)
- 20 ottobre - Giacomo Strepa, arcivescovo cattolico, beato e francescano polacco
- 12 dicembre - Pierre Blain, cardinale francese
- Guccio Aghinetti, pittore italiano
- Brancaleone Doria, nobile italiano (n. 1337)
- Lorenzo Gambacorta, arcivescovo cattolico italiano
- Niccolò Gattilusio, nobile italiano
- Jacobello dalle Masegne, scultore italiano
- Edmondo Mortimer, nobile inglese (n. 1376)
- Techotlalatzin, sovrano
- Giacomo Terzi, condottiero italiano

## Calendario
| Calendario 1409 | Calendario 1409 | Calendario 1409 | Calendario 1409 | Calendario 1409 | Calendario 1409 | Calendario 1409 | Calendario 1409 | Calendario 1409 | Calendario 1409 | Calendario 1409 | Calendario 1409 | Calendario 1409 | Calendario 1409 | Calendario 1409 | Calendario 1409 | Calendario 1409 | Calendario 1409 | Calendario 1409 | Calendario 1409 | Calendario 1409 | Calendario 1409 | Calendario 1409 | Calendario 1409 | Calendario 1409 | Calendario 1409 | Calendario 1409 | Calendario 1409 | Calendario 1409 | Calendario 1409 | Calendario 1409 | Calendario 1409 | Calendario 1409 |
| --------------- | --------------- | --------------- | --------------- | --------------- | --------------- | --------------- | --------------- | --------------- | --------------- | --------------- | --------------- | --------------- | --------------- | --------------- | --------------- | --------------- | --------------- | --------------- | --------------- | --------------- | --------------- | --------------- | --------------- | --------------- | --------------- | --------------- | --------------- | --------------- | --------------- | --------------- | --------------- | --------------- |
|                 | 1               | 2               | 3               | 4               | 5               | 6               | 7               | 8               | 9               | 10              | 11              | 12              | 13              | 14              | 15              | 16              | 17              | 18              | 19              | 20              | 21              | 22              | 23              | 24              | 25              | 26              | 27              | 28              | 29              | 30              | 31              |                 |
| Gennaio         | Ma              | Me              | Gi              | Ve              | Sa              | Do              | Lu              | Ma              | Me              | Gi              | Ve              | Sa              | Do              | Lu              | Ma              | Me              | Gi              | Ve              | Sa              | Do              | Lu              | Ma              | Me              | Gi              | Ve              | Sa              | Do              | Lu              | Ma              | Me              | Gi              |                 |
| Febbraio        | Ve              | Sa              | Do              | Lu              | Ma              | Me              | Gi              | Ve              | Sa              | Do              | Lu              | Ma              | Me              | Gi              | Ve              | Sa              | Do              | Lu              | Ma              | Me              | Gi              | Ve              | Sa              | Do              | Lu              | Ma              | Me              | Gi              |                 |                 |                 |                 |
| Marzo           | Ve              | Sa              | Do              | Lu              | Ma              | Me              | Gi              | Ve              | Sa              | Do              | Lu              | Ma              | Me              | Gi              | Ve              | Sa              | Do              | Lu              | Ma              | Me              | Gi              | Ve              | Sa              | Do              | Lu              | Ma              | Me              | Gi              | Ve              | Sa              | Do              |                 |
| Aprile          | Lu              | Ma              | Me              | Gi              | Ve              | Sa              | Do              | Lu              | Ma              | Me              | Gi              | Ve              | Sa              | Do              | Lu              | Ma              | Me              | Gi              | Ve              | Sa              | Do              | Lu              | Ma              | Me              | Gi              | Ve              | Sa              | Do              | Lu              | Ma              |                 |                 |
| Maggio          | Me              | Gi              | Ve              | Sa              | Do              | Lu              | Ma              | Me              | Gi              | Ve              | Sa              | Do              | Lu              | Ma              | Me              | Gi              | Ve              | Sa              | Do              | Lu              | Ma              | Me              | Gi              | Ve              | Sa              | Do              | Lu              | Ma              | Me              | Gi              | Ve              |                 |
| Giugno          | Sa              | Do              | Lu              | Ma              | Me              | Gi              | Ve              | Sa              | Do              | Lu              | Ma              | Me              | Gi              | Ve              | Sa              | Do              | Lu              | Ma              | Me              | Gi              | Ve              | Sa              | Do              | Lu              | Ma              | Me              | Gi              | Ve              | Sa              | Do              |                 |                 |
| Luglio          | Lu              | Ma              | Me              | Gi              | Ve              | Sa              | Do              | Lu              | Ma              | Me              | Gi              | Ve              | Sa              | Do              | Lu              | Ma              | Me              | Gi              | Ve              | Sa              | Do              | Lu              | Ma              | Me              | Gi              | Ve              | Sa              | Do              | Lu              | Ma              | Me              |                 |
| Agosto          | Gi              | Ve              | Sa              | Do              | Lu              | Ma              | Me              | Gi              | Ve              | Sa              | Do              | Lu              | Ma              | Me              | Gi              | Ve              | Sa              | Do              | Lu              | Ma              | Me              | Gi              | Ve              | Sa              | Do              | Lu              | Ma              | Me              | Gi              | Ve              | Sa              |                 |
| Settembre       | Do              | Lu              | Ma              | Me              | Gi              | Ve              | Sa              | Do              | Lu              | Ma              | Me              | Gi              | Ve              | Sa              | Do              | Lu              | Ma              | Me              | Gi              | Ve              | Sa              | Do              | Lu              | Ma              | Me              | Gi              | Ve              | Sa              | Do              | Lu              |                 |                 |
| Ottobre         | Ma              | Me              | Gi              | Ve              | Sa              | Do              | Lu              | Ma              | Me              | Gi              | Ve              | Sa              | Do              | Lu              | Ma              | Me              | Gi              | Ve              | Sa              | Do              | Lu              | Ma              | Me              | Gi              | Ve              | Sa              | Do              | Lu              | Ma              | Me              | Gi              |                 |
| Novembre        | Ve              | Sa              | Do              | Lu              | Ma              | Me              | Gi              | Ve              | Sa              | Do              | Lu              | Ma              | Me              | Gi              | Ve              | Sa              | Do              | Lu              | Ma              | Me              | Gi              | Ve              | Sa              | Do              | Lu              | Ma              | Me              | Gi              | Ve              | Sa              |                 |                 |
| Dicembre        | Do              | Lu              | Ma              | Me              | Gi              | Ve              | Sa              | Do              | Lu              | Ma              | Me              | Gi              | Ve              | Sa              | Do              | Lu              | Ma              | Me              | Gi              | Ve              | Sa              | Do              | Lu              | Ma              | Me              | Gi              | Ve              | Sa              | Do              | Lu              | Ma              |                 |